# St. Meinolf (Bellersen)

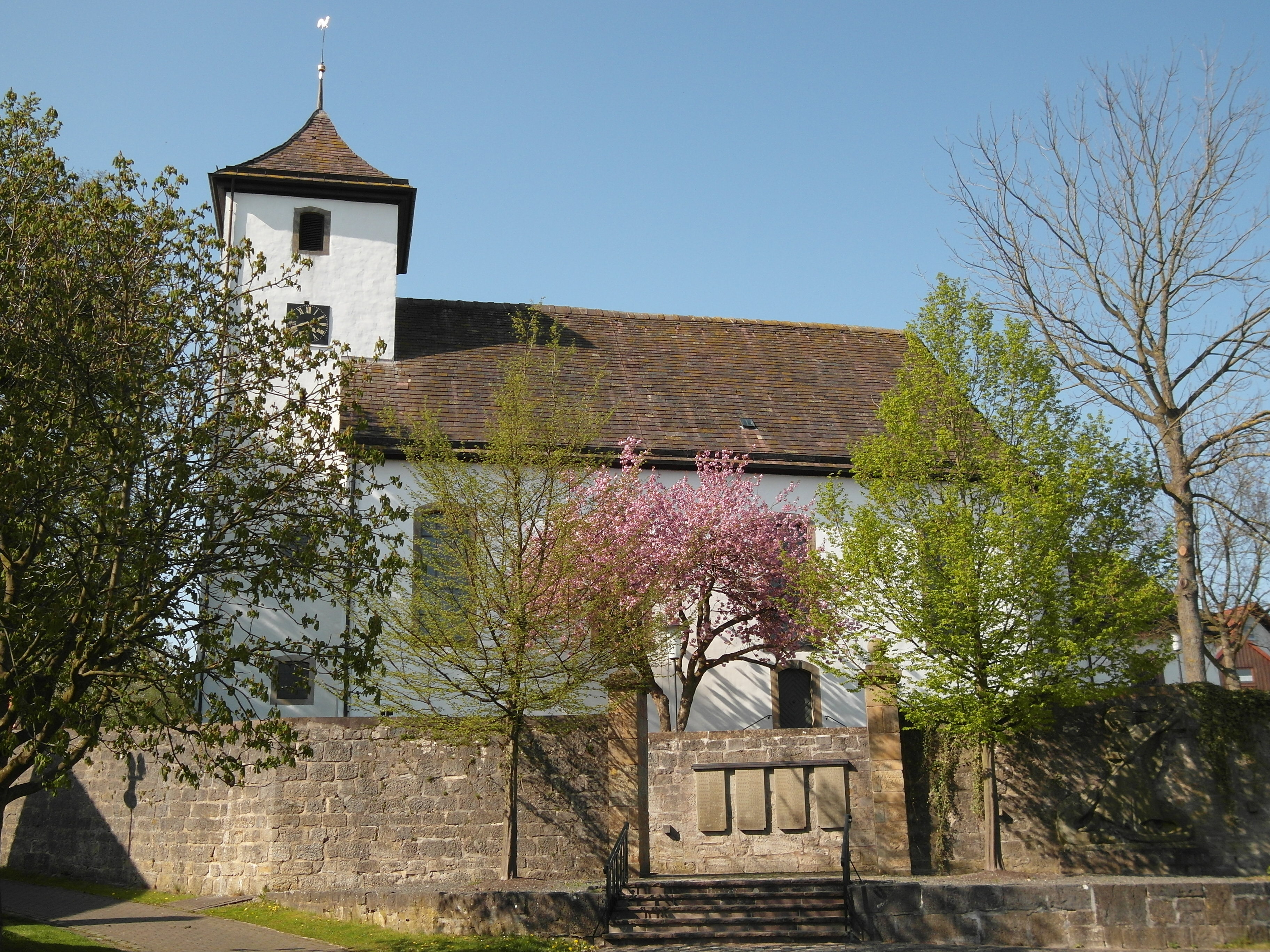
Gesamtansicht der Südseite, 2012

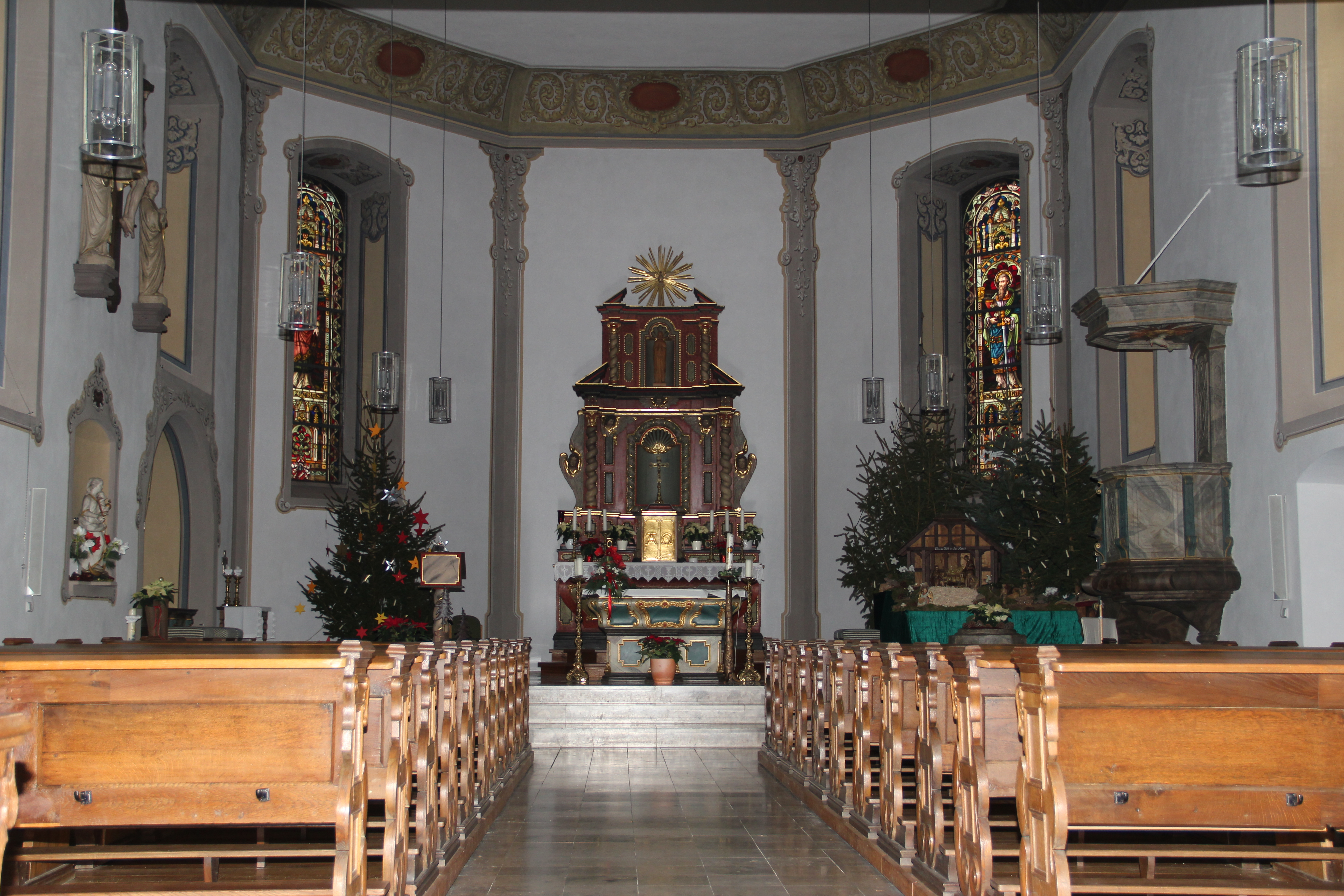
Innenansicht der Sankt-Meinolf-Kirche in Bellersen

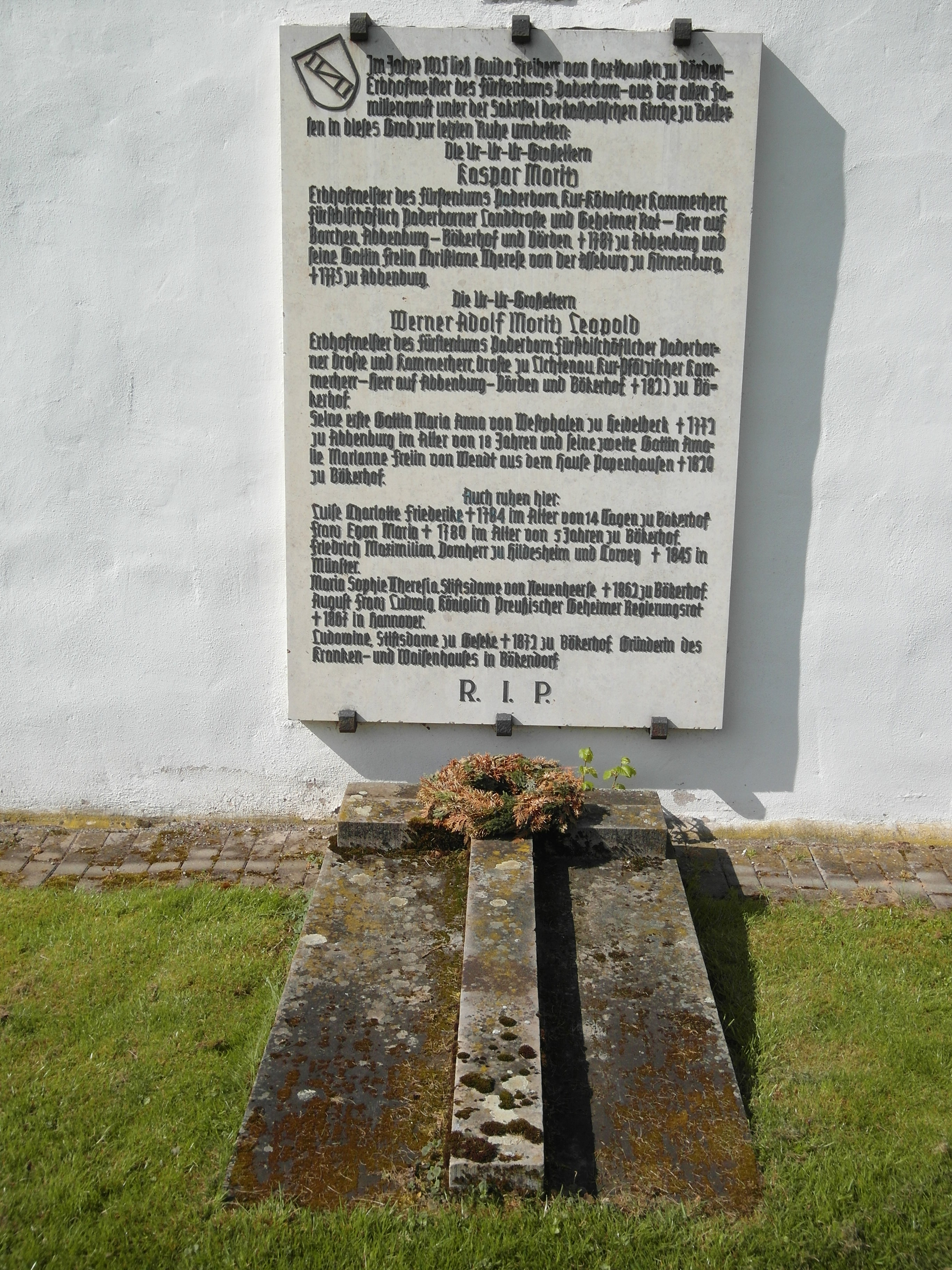
Grab der Familie von Haxthausen an der nordöstlichen Kirchwand

Die römisch-katholische Pfarrkirche St. Meinolf ist ein denkmalgeschütztes Kirchengebäude in Bellersen, einem Ortsteil der Stadt Brakel im Kreis Höxter in Nordrhein-Westfalen. Kirche und Gemeinde gehören zum Dekanat Höxter im Erzbistum Paderborn. Die Kirche steht inmitten eines ummauerten Friedhofes. Das Kloster Corvey besaß im 12. Jahrhundert einen Haupthof im Ort, die Pfarrkirche war laut einer Pfarreinteilung von 1231 der Mittelpunkt des Kirchspiels.

## Geschichte und Architektur
Die Kirche wurde erstmals 1015 in der Vita des Bischofs Meinwerk genannt.
Das vierachsige Gebäude ist ein einfacher Saalbau, der im Osten dreiseitig schließt. Erbaut wurde die Kirche von 1746 bis 1749. Der Westturm wurde 1746 angefügt. Die sechseckige Kapelle der Freiherren von Haxthausen wurde 1932 angebaut. An der nordöstlichen Kirchwand befindet sich außen das Grabmal des Freiherrn Elmerhaus III. von Haxthausen.
Im Innenraum ist eine Voutendecke zu sehen, die Sakristeitür im Scheitel des Chores ist mit 1603 bezeichnet, sie hat einen Rahmen mit Beschlagwerk. August Oetken malte den Innenraum 1932 neubarock aus.

## Ausstattung
- Im Turm ein Altaraufsatz mit Vesperbild von 1610, bezeichnet: Heinrich Gröninger. Der Altar ist aus Kalksandstein.[2]
- Zwei figürliche Epitaphien von 1583 und 1589 befinden sich in der Kapelle.[4]
- Das Taufbecken aus Sandstein ist vom Anfang des 17. Jahrhunderts.
- Die Kanzel aus Holz ist eine Arbeit aus der Mitte des 18. Jahrhunderts.
- Die Madonna schnitzte Anton Joseph Stratmann um 1780, sie wurde 1973 nach Befund neu gefasst.
- Die hölzernen Figuren der Heiligen Meinolf und Liborius stammen vom ehemaligen Hochaltar, sie wurden im dritten Viertel des 18. Jahrhunderts geschnitzt.[2]

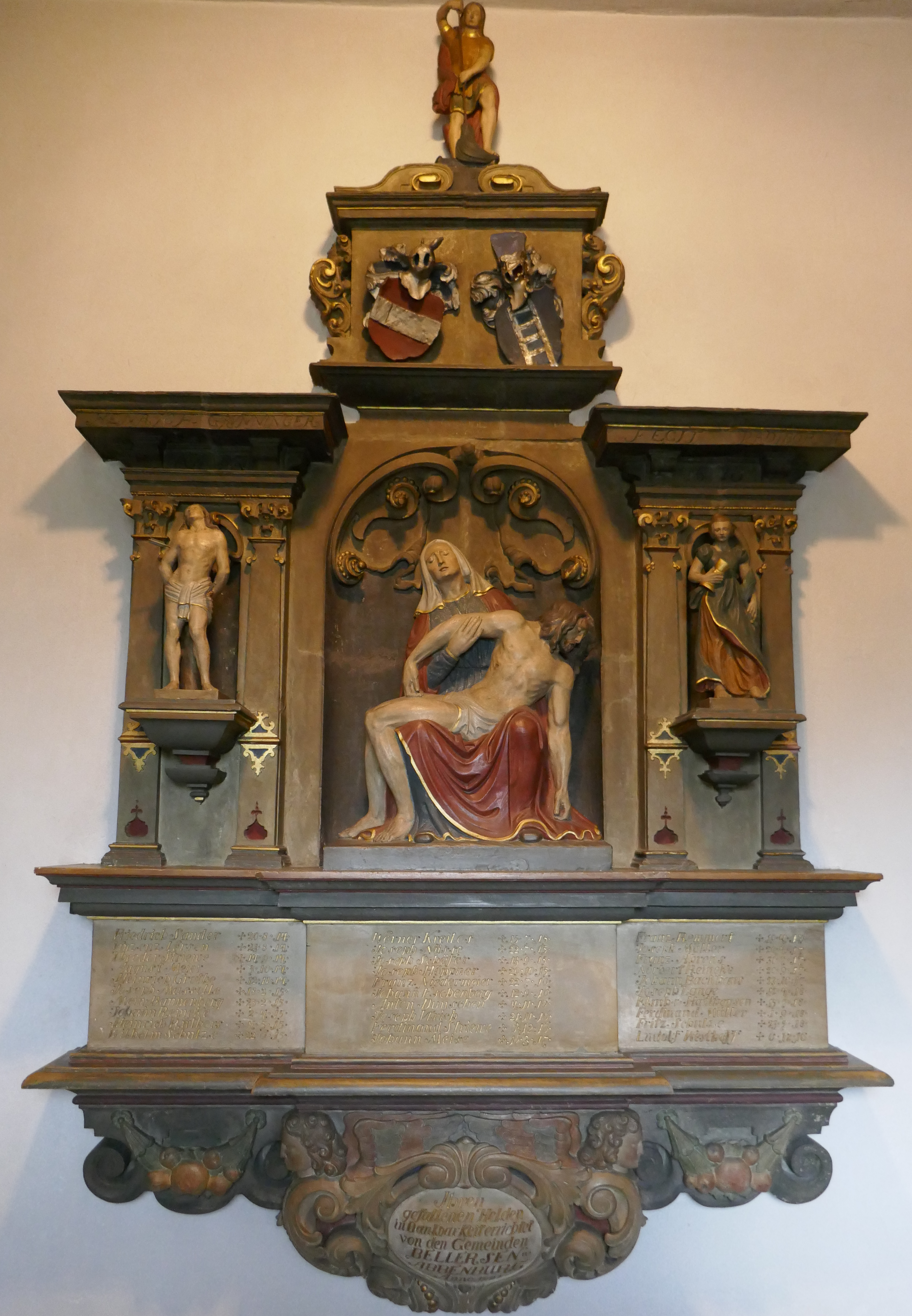
Altaraufsatz von Heinrich Gröninger
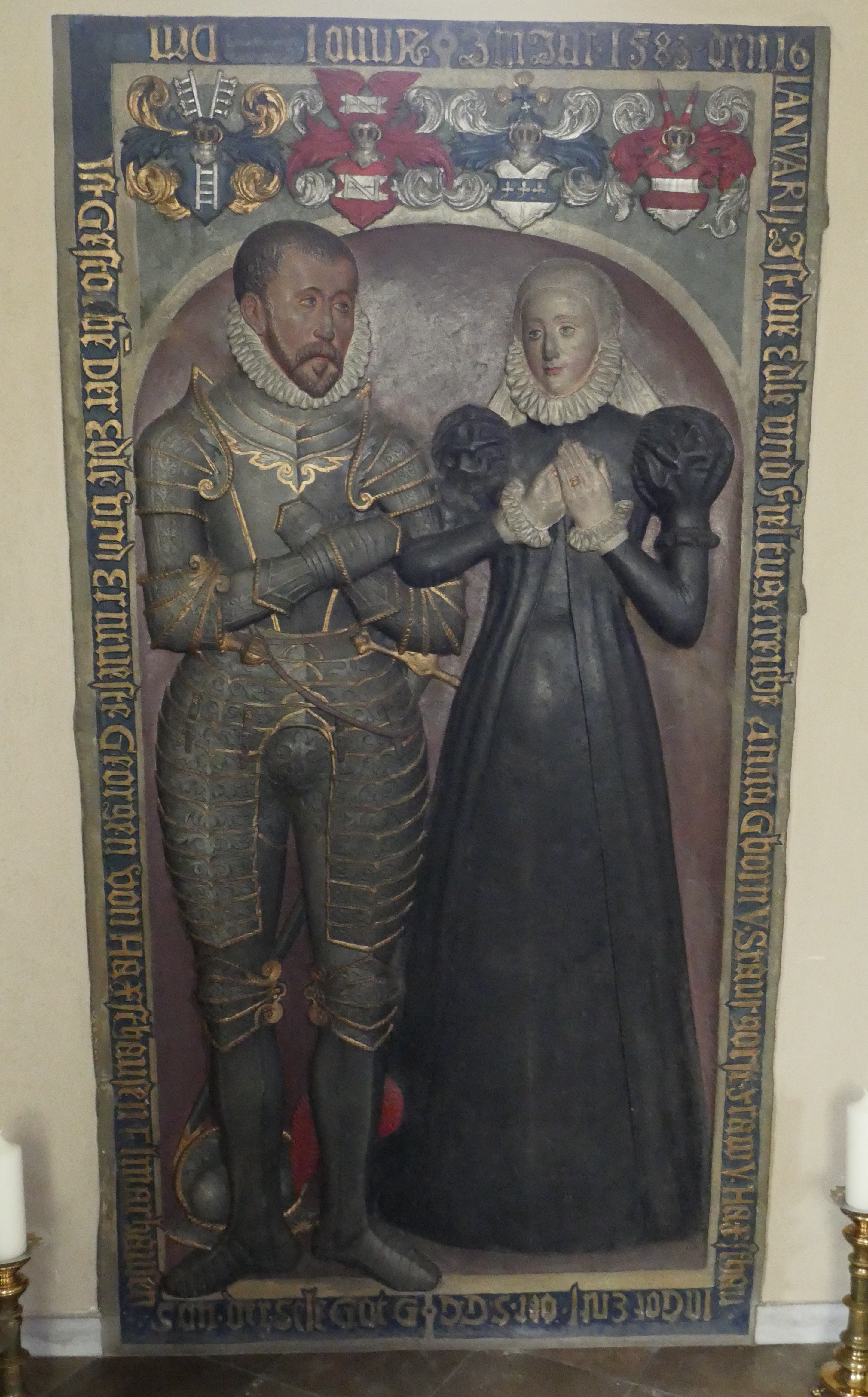
Epitaph Georg von Haxhausen und Anna von Staffhorst
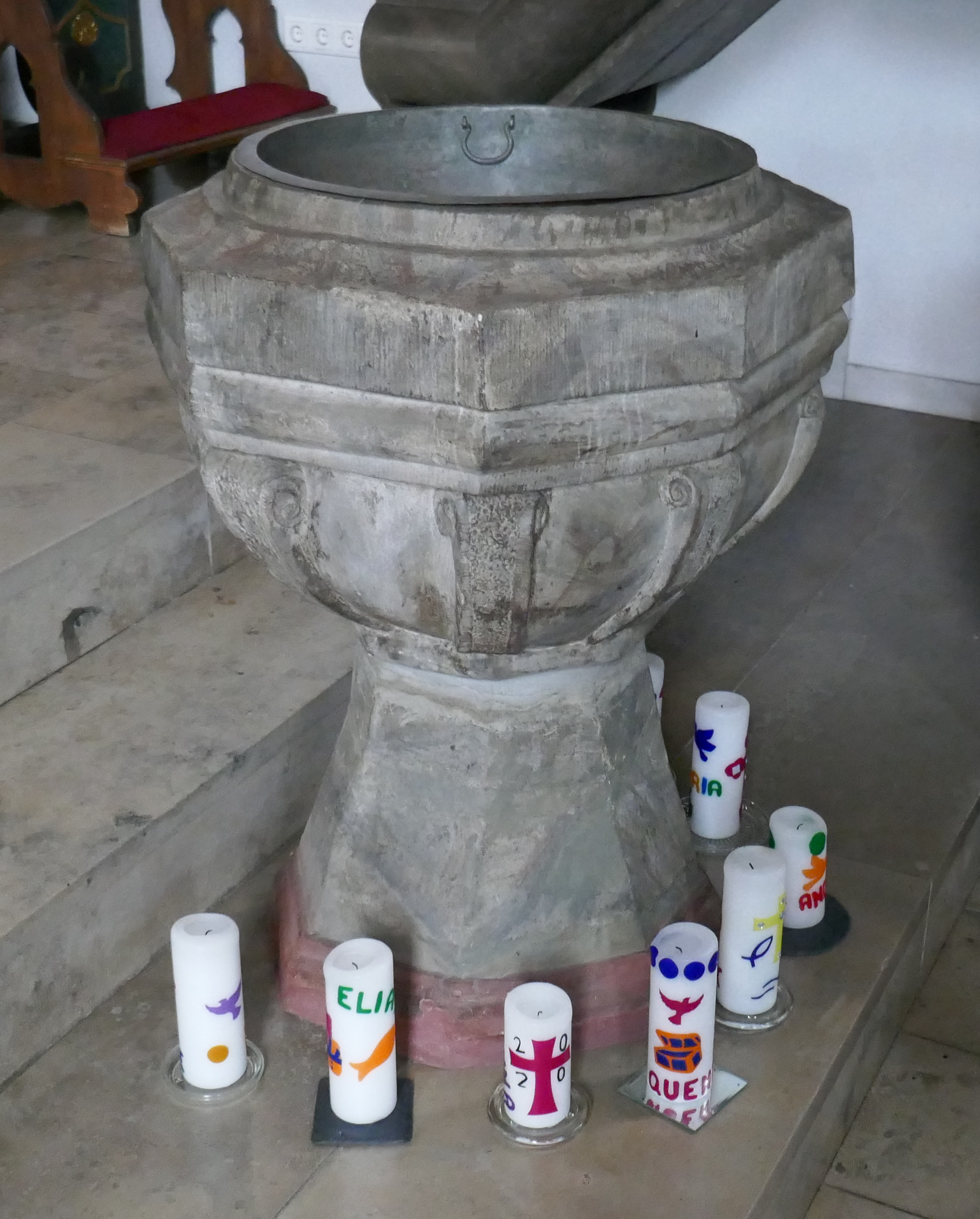
Taufbecken
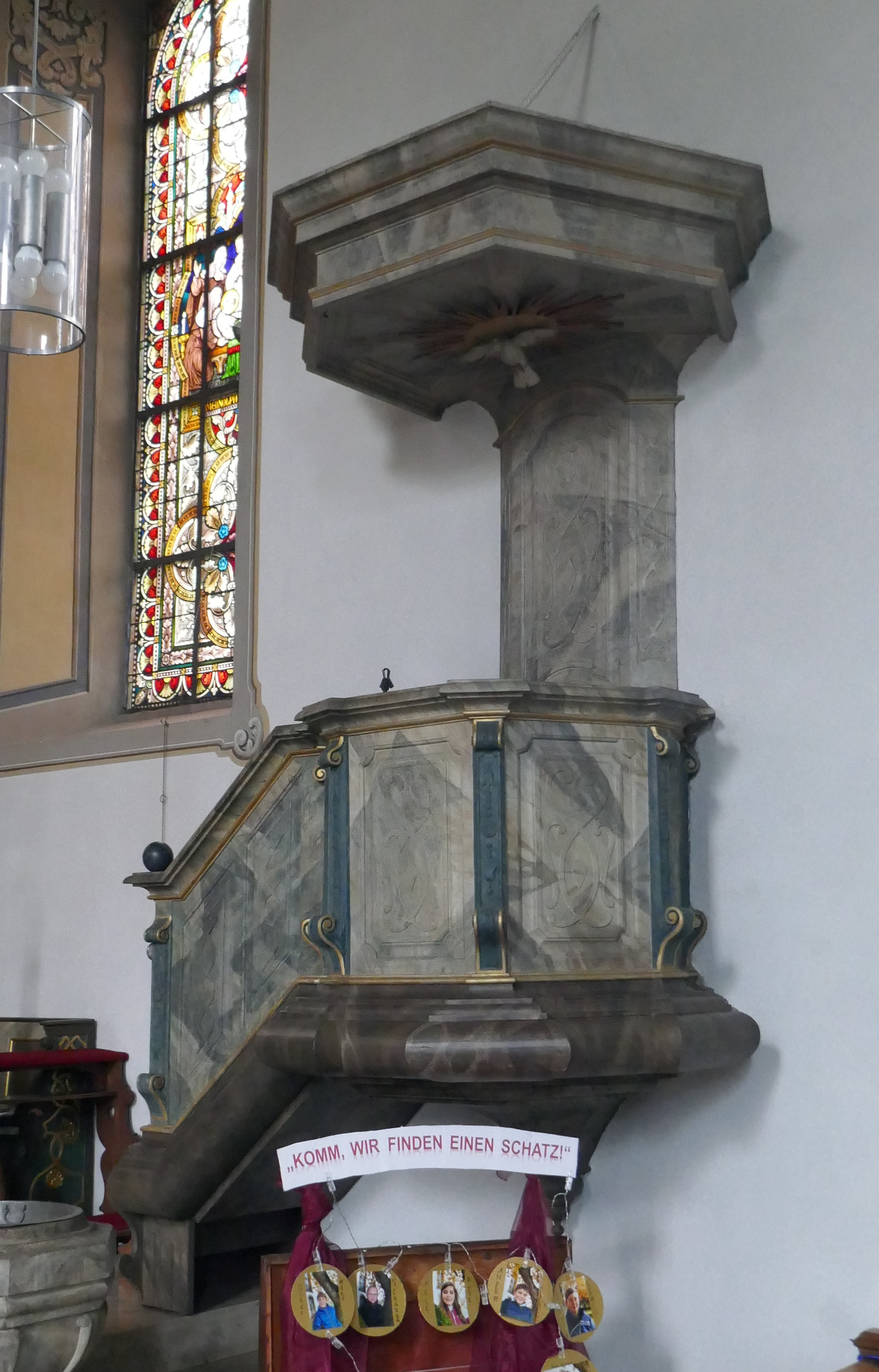
Kanzel

## Glasfenster
Etliche aufwendig gestaltete Glasfenster gliedern die Wände.
| Titel                                                            | Künstler                 | Jahr    | Standort                                     | Technik                                         | Bemerkung                                                             | Foto |
| ---------------------------------------------------------------- | ------------------------ | ------- | -------------------------------------------- | ----------------------------------------------- | --------------------------------------------------------------------- | ---- |
| St. Meinulf wird durch den Hl. Badurad zum Diakon geweiht        | Firma Gerhard Küsters    | 1905    | Im Schiff                                    | Antik-,Kathedralglas/Blei/Schwarzlot/Silbergelb |                                                                       |      |
| St. Meinulf in der Schule des hl. Hathumar                       | Firma Gerhard Küsters    | 1905    | Im Schiff                                    | Antik-,Kathedralglas/Blei/Schwarzlot/Silbergelb | Das Fenster ist signiert mit Gerh. Küsters Glasmalerei Paderborn 1905 |      |
| Taufe des hl. Meinulf                                            | Firma Gerhard Küsters    | 1905    | Im Schiff                                    | Antik-,Kathedralglas/Blei/Schwarzlot/Silbergelb |                                                                       |      |
| Geburt des hl. Meinulf                                           | Firma Gerhard Küsters    | 1905    | Im Chor                                      | Antik-,Kathedralglas/Blei/Schwarzlot/Silbergelb |                                                                       |      |
| Ornament                                                         | Künstler nicht bekannt   | 1932    | In der Kapelle der Freiherren von Haxthausen | Antikglas/Blei                                  |                                                                       |      |
| Ornament                                                         | Künstler nicht bekannt   | 1932    | In der Kapelle der Freiherren von Haxthausen | Antikglas/Blei                                  |                                                                       |      |
| St. Petrus                                                       | Firma Henning und Andres | um 1900 | Im Chor                                      | Antik-,Kathedralglas/Blei/Schwarzlot/Silbergelb |                                                                       |      |
| St. Paulus                                                       | Firma Henning und Andres | um 1900 | Im Chor                                      | Antik-,Kathedralglas/Blei/Schwarzlot/Silbergelb | Das Fenster ist signiert mit Henning und Andres                       |      |
| Tod des hl. Meinulf                                              | Firma Gerhard Küsters    | 1905    | Im Chor                                      | Antik-,Kathedralglas/Blei/Schwarzlot/Silbergelb |                                                                       |      |
| St. Meinulf bringt die Reliquien des hl. Liborius nach Paderborn | Firma Gerhard Küsters    | 1905    | Im Chor                                      | Antik-,Kathedralglas/Blei/Schwarzlot/Silbergelb |                                                                       |      |
| St. Meinulf baut das Kloster Böddeken                            | Firma Gerhard Küsters    | 1905    | im Schiff                                    | Antik-,Kathedralglas/Blei/Schwarzlot/Silbergelb | Signiert mit Gerh. Küsters Glasmalerei Paderborn                      |      |
| Ein Hirsch erscheint dem hl. Meinulf                             | Firma Gerhard Küsters    | 1905    | Im Schiff                                    | Antik-,Kathedralglas/Blei/Schwarzlot/Silbergelb |                                                                       |      |

## Orgel

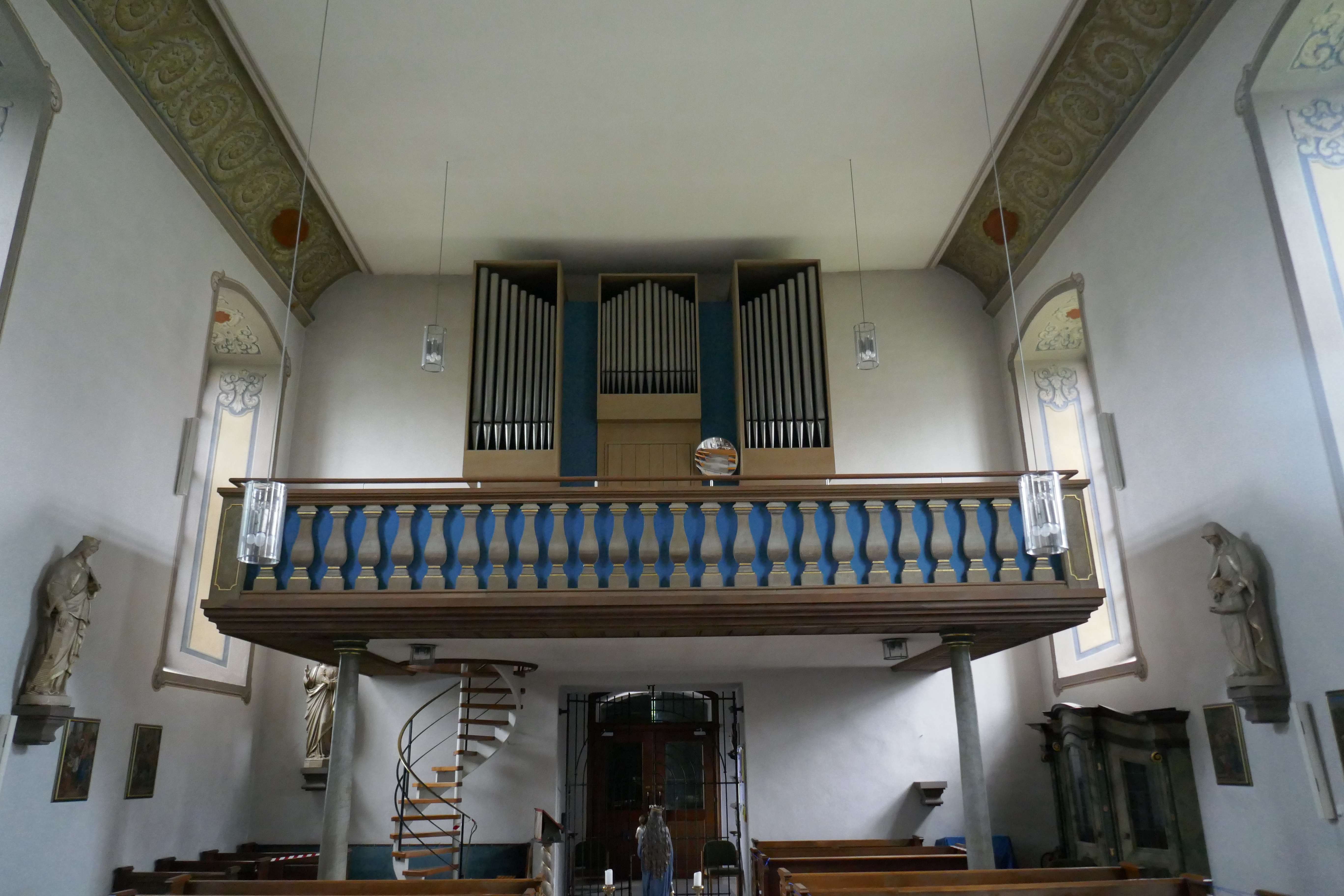
Orgel

Das Instrument wurde 1872 vermutlich von Fleiter aus Münster aufgebaut. Siegfried Sauer aus Ottbergen restaurierte es 1971. Das Gehäuse ist neu, drei teilweise alte und sieben ganze Register fanden Wiederverwendung.

## Trivia
Der Bettler Hermann Georg Winkelhan wurde am 18. September 1806 auf dem Friedhof an der Kirche bestattet. Annette von Droste-Hülshoff schrieb aufgrund seiner Lebensgeschichte die Novelle Die Judenbuche.